# Robert Kurshan
Robert P. Kurshan (* 1943; † 10. März 2021) war ein US-amerikanischer Informatiker.

## Werdegang
Kurshan wurde 1968 bei James Jans an der University of Washington in Mathematik (Homologische Algebra) promoviert. Danach war er an den Bell Laboratories in Murray Hill in New Jersey, wo er am Mathematics Research Center und ab 1995 am Computer Science Research Center war und Distinguished Member of the Technical Staff wurde.
Er arbeitete bei Bell Labs an periodischen Folgen, Digitalen Filtern, Approximationstheorie und ab 1983 an Formaler Verifikation. Mit Zvi Har'El, Ronald H. Hardin und anderen entwickelte er das Verifikationssystem COSPAN, das seit 1986 verfügbar ist und als FormalCheck vermarktet wurde. Das System beruht auf der in seinem Buch dargestellten Theorie.
2005 erhielt er mit Gerard Holzmann, Moshe Y. Vardi und Pierre Wolper den Paris-Kanellakis-Preis für Formale Verifikation reaktiver Systeme. Mit dem Turing-Preisträger Joseph Sifakis, Edmund M. Clarke und Amir Pnueli gründete er die International Conference on Computer Aided Verification.

## Schriften
- Computer-aided verification of coordinating processes: the automata-theoretic approach, Princeton University Press 1994